# Thomas Geßner
Thomas Geßner (* 10. August 1954 in Karl-Marx-Stadt; † 25. Mai 2016 in Tokio) war ein deutscher Physiker, Inhaber des Lehrstuhls für Mikrotechnologie an der Technischen Universität Chemnitz und Leiter des Zentrums für Mikrotechnologien ZfM  der TU Chemnitz sowie des Fraunhofer-Instituts für Elektronische Nanosysteme (ENAS).

## Werdegang
Nach dem Ablegen des Abiturs an der Karl-Marx-Oberschule seiner Heimatstadt studierte Geßner an der Technischen Universität Dresden Physik. Dort wurde er 1983 zum Thema Herstellung von hochohmigem neutronendotiertem Silicium und dessen Einsatz als Basismaterial für Kernstrahlungsdetektoren  zum Dr. rer. nat. promoviert. Seine ingenieurwissenschaftliche Habilitation erhielt er 1989 an der Technischen Universität Karl-Marx-Stadt zur Thematik Die Salicidtechnik in der mikroelektronischen Höchstintegration unter besonderer Berücksichtigung von Molybdänsilicid. 1991 gründete Geßner das Zentrum für Mikrotechnologie, welches aus dem Technikum Mikroelektronik hervorging.
1993 wurde er Professor für Mikrotechnologie an der TU Chemnitz, von 1994 bis 1997 war er dort auch Prorektor für Forschung. 1999 wurde er in China zum „Advisory Professor“ an der Fudan-Universität in Shanghai und 2003 an der Chongqing-Universität.
Geßner war von 2006 bis 2009 Dekan der Fakultät für Elektrotechnik und Informationstechnik sowie von 2006 bis 2008 Stellvertreter des Institutsleiters des Fraunhofer-Institut für Zuverlässigkeit und Mikrointegration (IZM) und Leiter des Institutsteils Chemnitz des Fraunhofer IZM, der 2008 in das eigenständige Fraunhofer-Institut für Elektronische Nanosysteme (ENAS) unter der Leitung Geßners überführt wurde.  2007 war er Gastprofessor der chinesischen Akademie der Wissenschaften in Peking und 2008 „Principal Investigator“ im Rahmen der japanischen Exzellenzinitiative an der Universität Tōhoku in Sendai.
Seit 2012 leitete er gemeinsam mit Masayoshi Esashi in Sendai das Fraunhofer Project Center NEMS / MEMS Devices and Manufacturing Technologies at Tohoku University. Geßner war Autor von 900 Publikationen und meldete 136 Patente an.
Er war seit 1996 Mitglied der technikwissenschaftlichen Klasse der Sächsischen Akademie der Wissenschaften zu Leipzig und seit 2003 Mitglied der Deutschen Akademie der Technikwissenschaften (acatech). Von 1998 bis 2004 gehörte er dem Wissenschaftsrat an.

## Ehrungen
- Advisory Professor der Fudan-Universität in Shanghai, China (1999)
- Auszeichnung für die Einrichtung eines interfakultären Kurses in Mikrotechnik und Mechatronik von der VDI/VDE Deutschland (2000)
- Advisory Professor der Chongqing-Universität, China (2003)
- Gastprofessor der Chinesischen Akademie der Wissenschaften in Peking (2007)
- Three Gorges Friendship Prize, Chongqing, China (2007)[2]
- Ehrenmedaille der Technischen Universität Chemnitz, Ehrenmedaille der Fraunhofer-Gesellschaft (2014)